# Lectures françaises
Lectures françaises est une revue mensuelle française d'extrême droite fondée par Henry Coston en 1957.

## Description
Sa ligne éditoriale est proche de l'hebdomadaire nationaliste Rivarol, avec une tendance conspirationniste (antimaçonnisme, antisémitisme, etc.) et nostalgique du régime de Vichy.
À l'origine, l'équipe de rédaction était composée, outre son fondateur, de Pierre-Antoine Cousteau (éditorialiste), Pierre Fontaine, Georges Ollivier, Jacques Ploncard d'Assac et de Michel de Mauny qui était alors le directeur de la publication. Des articles de Paul Rassinier furent publiés dans la revue.
La revue et son fondateur Henry Coston ont ainsi joué un rôle significatif, en lien avec la revue Défense de l'Occident de Maurice Bardèche, dans la diffusion d'une rhétorique antisémite et négationniste au sein de l'extrême droite française dans les années 1950-1960.
Après la disparition de plusieurs membres fondateurs, d'autres journalistes se joignent à la revue comme Pierre Hoffstetter, Cédric de Gentissard (pseudonyme d'Alain de Benoist) et Jacques Bordiot.
En 1977, Henry Coston vend la revue à Jean Auguy, directeur de la maison de vente par correspondance Diffusion de la pensée française (DPF), de Lecture et tradition et des Éditions de Chiré. Jean Auguy est l'actuel directeur de Lectures françaises, Pierre Romain en assure la chronique internationale, François Lépervanche, les questions sociales, Benoît Mancheron, Dominique Setzepfandt (jusque dans les années 1990), Claude Vignon, Jacques Villemonais, Léon de Poncins et Michel de Poncins, Gérard Bedel, Luc Perrel, Pierre Goube de Laforest, Jean Saint-Paul, Jacques De Kremer et Pascal Bernardin en sont les principaux rédacteurs.
En 2011, Jean Auguy a laissé place à son gendre François-Xavier d'Hautefeuille. Une nouvelle société a pris la suite : DPF VAD (vente à distance), elle poursuit l'édition des revues mensuelles : Lectures françaises et Lecture et tradition.[réf. nécessaire]

## Tirage
En 1958, la revue compte 2 500 abonnés. Dans les années 1970, elle tire à 20 000 exemplaires. Fortement atteinte par les départs d'Henry Coston et de Jacques Ploncard d'Assac, puis par la crise de la presse écrite, la revue a vu le nombre de ses lecteurs diminuer au cours des années 1990. Elle revendiquait 6 800 lecteurs en novembre 2007.